# Трирічний
Трирічний (рос. Трёхречный) — селище Майкопського району Адигеї Росії. Входить до складу Кужорського сільського поселення.
Населення — 563 особи (2015 рік).